# 世界物理年
世界物理年（せかいぶつりねん、英: World Year of Physics 2005）は、国際純粋・応用物理学連合(IUPAP)が制定した年。European Physical Society （ヨーロッパ物理学会）の提案を受けて、アルベルト・アインシュタインによる一連の大いなる科学的発展の年、1905年（奇跡の年）の100年後にあたる2005年を世界物理年として宣言している。

## 概要
現在物理学は、物質世界と自然現象を統一的に理解するための基礎となり、多くの科学技術が物理学の応用の上に成り立っている。発展途上国では自国の科学的インフラを整備するためにも物理学の教育が重要である。国際純粋・応用物理学連合(IUPAP)は物理学と自然科学に対する世界的な理解を広げようとした。

## 国際物理年
"World Year of Physics"は、IUPAP総会での決議を受けたものである。その後、ユネスコの支援を受けて、"International Year of Physics　2005"として、国連総会で決議が採択された（UN Press Release GA/10243）。これを受けてIUPAPに参加する各国の物理学会が主体となり、国際物理年関連の企画やイベントなどが行われた。

## 3極での活動報告
日本物理学会、物理教育学会、応用物理学会、日本天文学会等が企画し、学生のための物理セミナーや出張教室等が行われた。また、研究者達が出張教室などを開き、社会との対話を進める活動を行った。科学者・技術者としてのモラルを再確認し、科学・技術は社会のためにあるという意識の向上を図る活動なども行われた。
2006年現在、各地の自然科学研究機構、高エネルギー加速器研究機構、宇宙航空研究開発機構、日本科学未来館、科学技術館、各地の自治体が運営する公開型（体験型）科学館等において進められている、学生（小学校～大学生まで）のための物理・天文学に関連するセミナーや観測・実験装置を用いた実習、一般人への天文学講演・物理実験・化学実験、生物観察会、生物（生態系）保護活動、天体観望会なども、その流れを受けたものである（多くの自然観察館（園）や博物館等では、設立時から実施されてきている『例：目黒自然観察園、国立科学博物館』。また、個人所有の望遠鏡や顕微鏡を用いた観察会などを実施して下さっている方々なども居る）。また、国際数学オリンピックに続き、国際物理オリンピックへの参加に向けた活動なども実施している。これらの活動は、純粋科学を志望する若い人たちを刺激し、将来の科学技術を担う人々を育成したいという願いをこめたものである。
米国では、Einstein@homeやSETI@Home（両者ともにBOINCに関連）などが米国国立科学財団（全米科学財団）のプロジェクトとして承認され、関連セミナーや各地で講演会等が開催された。また、各地に散在するNASAの研究所や物理学や天文学に関連する研究所が公開され、多くの市民の方々に、現在の物理学の世界を理解してもらうための活動が盛んに行われた。なお、ビジター向けの専門職員の配置や情報公開（研究成果の公開）等に関しては、かなり以前から実施していたようである。特に、NASAや各国立研究所（レッドゾーンを除く）のアクセシビリティは非常に良く、市民のための科学技術を推進し、「国家百年の計は科学技術に有り」を実践している国家でもある。
欧州では、CERN・ESA等の国際研究機関や各国の研究機関にて、同様のイベントが開催され、ビジター向けのセミナーや講演会などが開催された。両者ともに、世界物理年以降、一般ビジター向けの専門職員の配置等が強化され、かつまた、アクセシビリティ（インターネット等による情報公開）が強化されたことによって、親しみやすい研究所へと変わったと評価されている。